# Miami Screaming Eagles
Miami Screaming Eagles byl plánovaný profesionální americký klub ledního hokeje, který měl sídlit v Miami ve státě Florida. V roce 1972 byl přihlášen do profesionální soutěži World Hockey Association. Své domácí zápasy měl odehrávat v nově postavené hale Hollywood Sportatorium s kapacitou 15 532 diváků. Klubové barvy byly červená a bílá.
Před začátkem inauguračního ročníku WHA byl klub po přestěhován do Filadelfie.